# Tissage et filature du Mont-Dieu
Le  Tissage et filature du Mont-Dieu était une ancienne usine de tissage et de filature  située à Reims, en France,. 

## Localisation
Le  Tissage et filature du Mont-Dieu était situé dans le département français de la Marne, sur la commune de Reims, rue du Barbâtre pour l’accès aux bureaux et au 90 rue Ponsardin pour l’accès aux ateliers.

## Historique

### Hospice du Mont-Dieu
L'hospice du Mont-Dieu était situé rue du Barbâtre et était un établissement secondaire de l’abbaye du Mont-Dieu, près de Sedan.
L’hospice a été vendu, en 1791, au titre des biens nationaux pendant la Révolution.
Le portail du couvent a été replacé 37 rue de l'Université.

### Tissage et filature du Mont-Dieu
Les Frères Ternaux et Pierre Jobert-Lucas achètent le couvent du Mont-Dieu, où ils installent des métiers à tisser la laine. 
Le 10 août 1803, le Premier consul Napoléon Bonaparte visite les ateliers à Reims, et Joséphine reçoit des mains de Guillaume Ternaux un des plus célèbres de ses produits, fabriqué en ce lieu, un châle Ternaux. 
Guillaume Ternaux fait en sorte, par la suite, de devenir son fournisseur, et surtout de le faire savoir. Il fait broder sur ses produits trois mots : « Il est français », une utilisation publicitaire de l'origine des produits rebondissant sur l'air du temps.
Dirigé, dès l'origine, par la famille Benoist, le tissage prend de l'extension, ainsi que la partie filature, et reste dans le giron des Benoist jusqu'au XXe siècle. 
César Poulain sera directeur de l'usine du Mont-Dieu puis devient ensuite directeur des usines textiles de la maison Benoist & Cie.
D'importants agrandissements ont lieu à peu avant 1900. 
Reconstruite en partie après la Première Guerre mondiale, l'usine du Mont-Dieu périclite lentement jusqu'à sa fermeture définitive en 1984. 
Divers magasins de commerce en occupent les locaux.
Puis le site est démoli pour construire des logements avec maintien d’une activité de commerce en rez-de-chaussée.

## En images

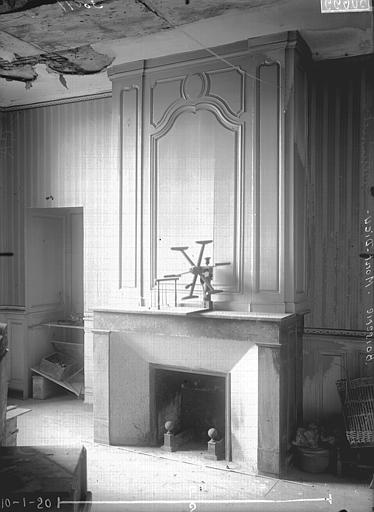
Cheminée et boiseries en 1919,
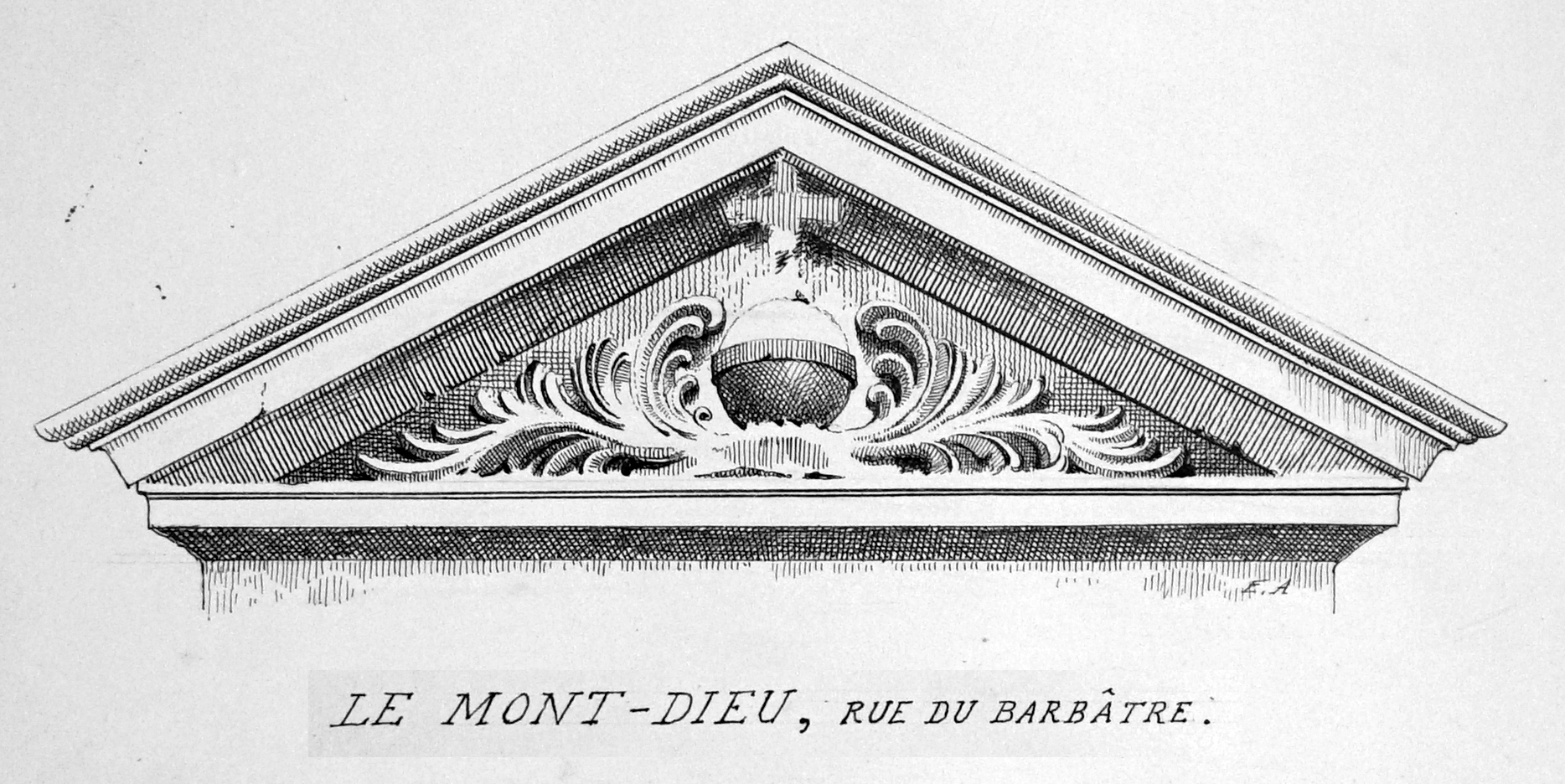
le chapiteau,
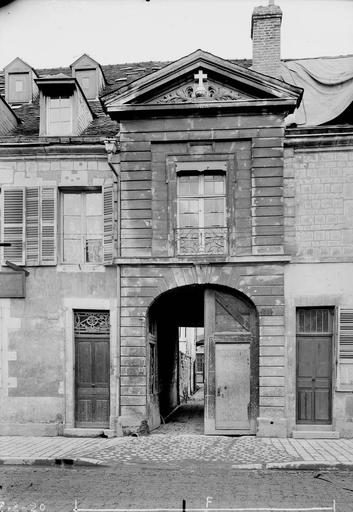
le portail,
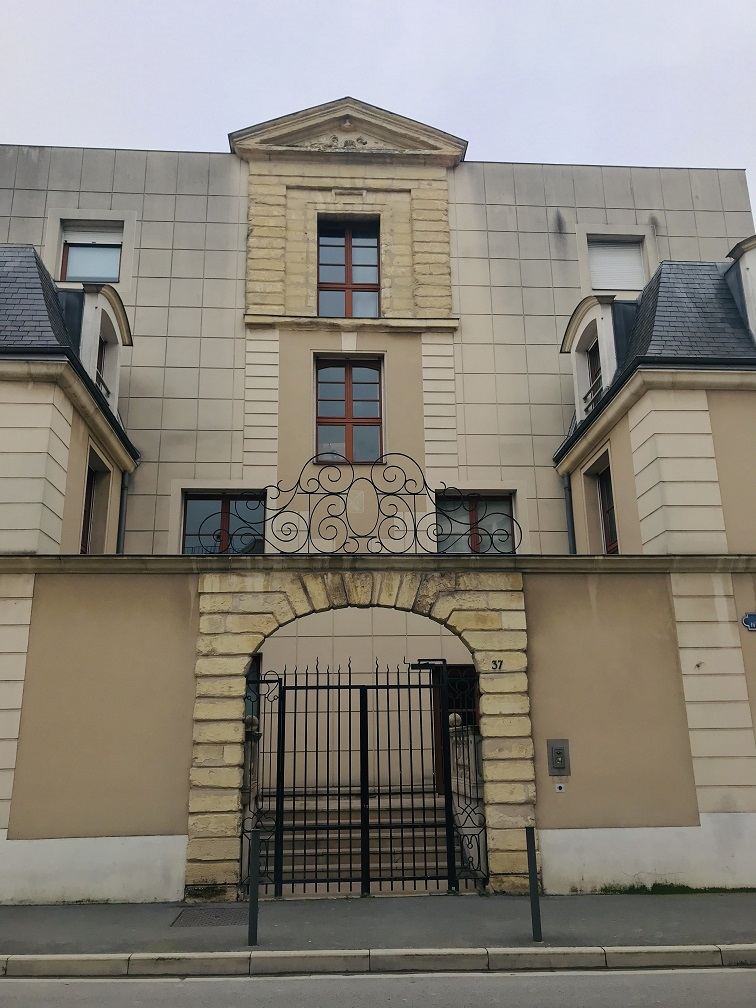
réutilisé actuellement.

## Évolution du site
L’impasse du Mont-Dieu est renommée « rue Léone-Lalire ».
Le bâtiment C (ancien atelier de fabrication) est transformé en résidence d’habitation en 2021 après avoir hébergé différentes structures dont la radio Radio Chrétienne Francophone.

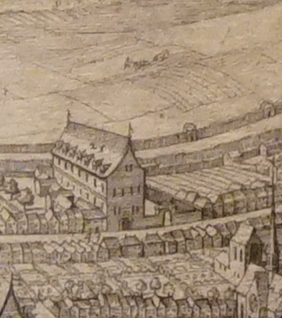
En 1645 sur le plan Mérian.
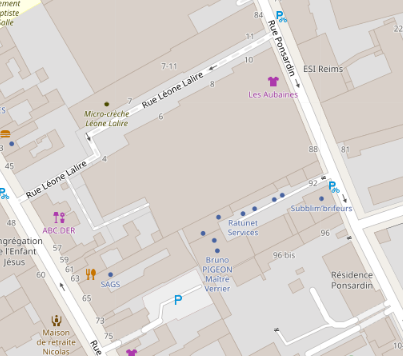
Reims Usine du Mont-Dieu 2021.

Le  Tissage et filature du Mont-Dieu était repris à l’Inventaire général du patrimoine culturel de la région Grand-Est.